# Bismarck (släkt)
Bismarck (ursprungligen Bismark) är en gammal tysk adelssläkt från Altmark i Brandenburg, där den upptog namnet efter staden Bismark i Stendal dit släkten mycket tidigt inflyttat och där den efterhand erhöll stort inflytande och anseende.
Den äldste kände medlemmen är Herebordus från Bismark, död omkring 1280, vilken 1270 var gillesålderman i Stendal. Hans sonsons son Nikolaus "Klaus" von Bismar (död 1377) erhöll 1345 tillsammans med sina bröder slottet Burgstall i kommunen Burgstall av markgreven Ludvig av Brandenburg, varigenom släkten uppgick i den feodala slottsadeln. 1562 tillbytte sig kurfursten Joakim II av Brandenburg släktgodset Burgstall av ståthållaren i Altmark, Friedrich von Bismarck (1516-1586) som därvid i stället erhöll godsen Schönhausen, Fischbeck, Crevese med flera. 
Hans båda söner, Pantaleon von Bismarck (1539-1604) och Ludolf von Bismarck (1541-1590) gav upphov till släktens huvudlinjer, Bismarck-Crevese och Bismarck-Schönhausen. 
Till linjen Bismarck-Schönhausen hörde Otto von Bismarck som 1865 erhöll preussisk grevevärdighet och 1871 titeln furst Bismarck med primogenitur. Andra förgreningar av ätten Bismarck har uppkommit genom de grevliga husen von Bismarck-Bohlen (1818), von Bismarck-Osten (1906), von Bismarck-Schierstein (1818) och von Bismarck (den badensiska eller rhenska grenen, 1816). 
De båda sistnämnda grenarna är numera utslocknade.

## Lista över ättens gods
- Burgstall (1345–1562) – Landkreis Börde / Altmark
- Döbbelin (1344–1945 & seit 1991) – Kreis Stendal / Altmark
- Briest (1345–1945 & seit ca. 1997) – Kreis Stendal / Altmark
- Uenglingen (1375 – Ende des 19. Jahrhunderts) – Kreis Stendal / Altmark
- Krevese (1562–1818) – Kreis Stendal / Altmark (im Tausch gegen Burgstall)
- Schönhausen I. (1562–1945) – Kreis Stendal / Altmark (im Tausch gegen Burgstall)
- Schönhausen II. (1562–1830 & 1885–1945) – Kreis Stendal / Altmark (im Tausch gegen Burgstall)
- Kniephof (1725–1945) – Kreis Naugard / Pommern
- Jarchlin (1725–1945) – Kreis Naugard / Pommern
- Külz (1727–1945) – Kreis Naugard / Pommern
- Birkholz (1739–1856) – Kreis Stendal / Altmark
- Welle (1780–1945) – Kreis Stendal / Altmark
- Zehntenhof Schierstein (1809–1906) – Wiesbaden, Hessen
- Karlsburg (1818–1945) – Kreis Greifswald / Vorpommern (geerbt von der Familie von Bohlen)
- Niederhof (1818–1945) – Kreis Grimmen / Vorpommern
- Lasbeck (1854–1945) – Kreis Regenwalde / Pommern
- Varzin (1867–1945) – Kreis Rummelsburg / Pommern (erworben durch Otto v. B.)
- Gut Lilienhof (1870–ca. 1918) – Breisgau / Baden
- Reinfeld (1871–1945) – Kreis Rummelsburg / Pommern (von Johanna von Puttkamer, Ehefrau des Otto v. B. geerbt)
- Friedrichsruh (seit 1871) – Kreis Herzogtum Lauenburg (kaiserliche Dotation an Otto v. B. als Dank für die Reichsgründung)
- Heydebreck (1895–1945) – Kreis Regenwalde / Pommern
- Plathe (1895–1945) – Kreis Regenwalde / Pommern
- Woblanse (1919–1945) – Kreis Rummelsburg / Pommern
- Wülfingerode (1936–1945) – Kreis Nordharz / Thüringen
- Sollstedt (1936–1945) – Kreis Nordharz / Thüringen
- Wangeritz (1938–1945) – Kreis Naugard / Pommern

## Bildgalleri

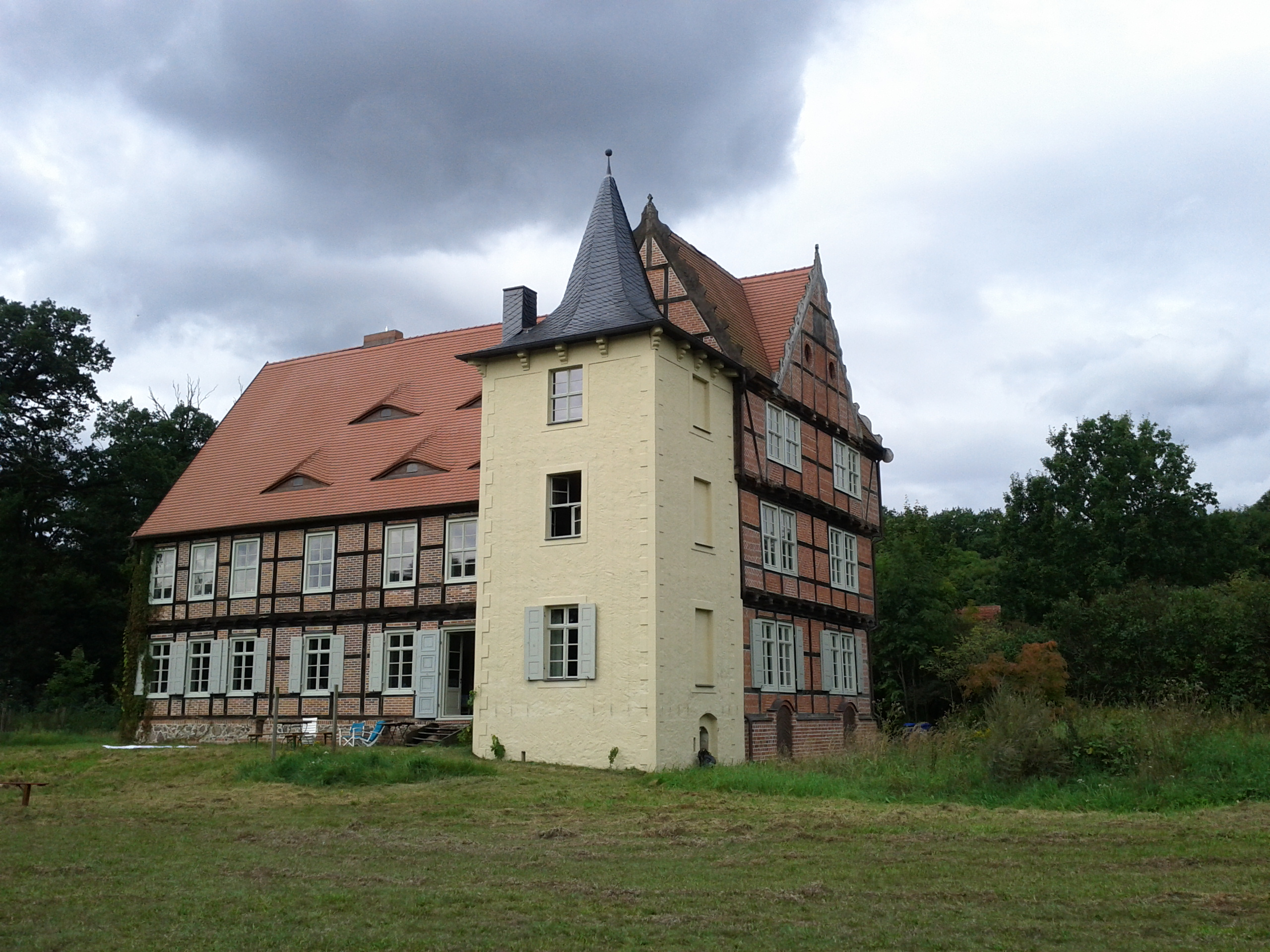
Briest, Altmark
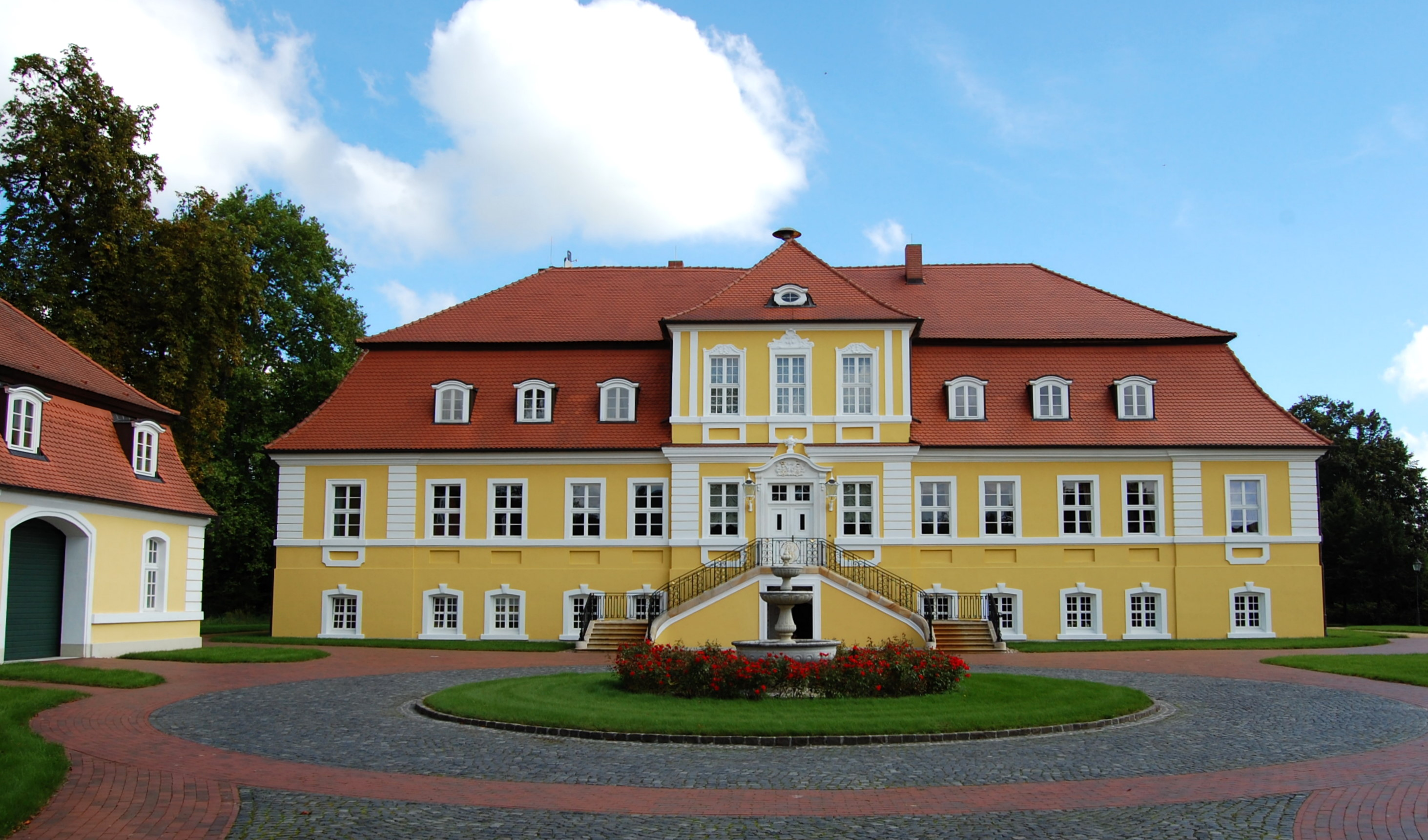
Döbbelin, Altmark
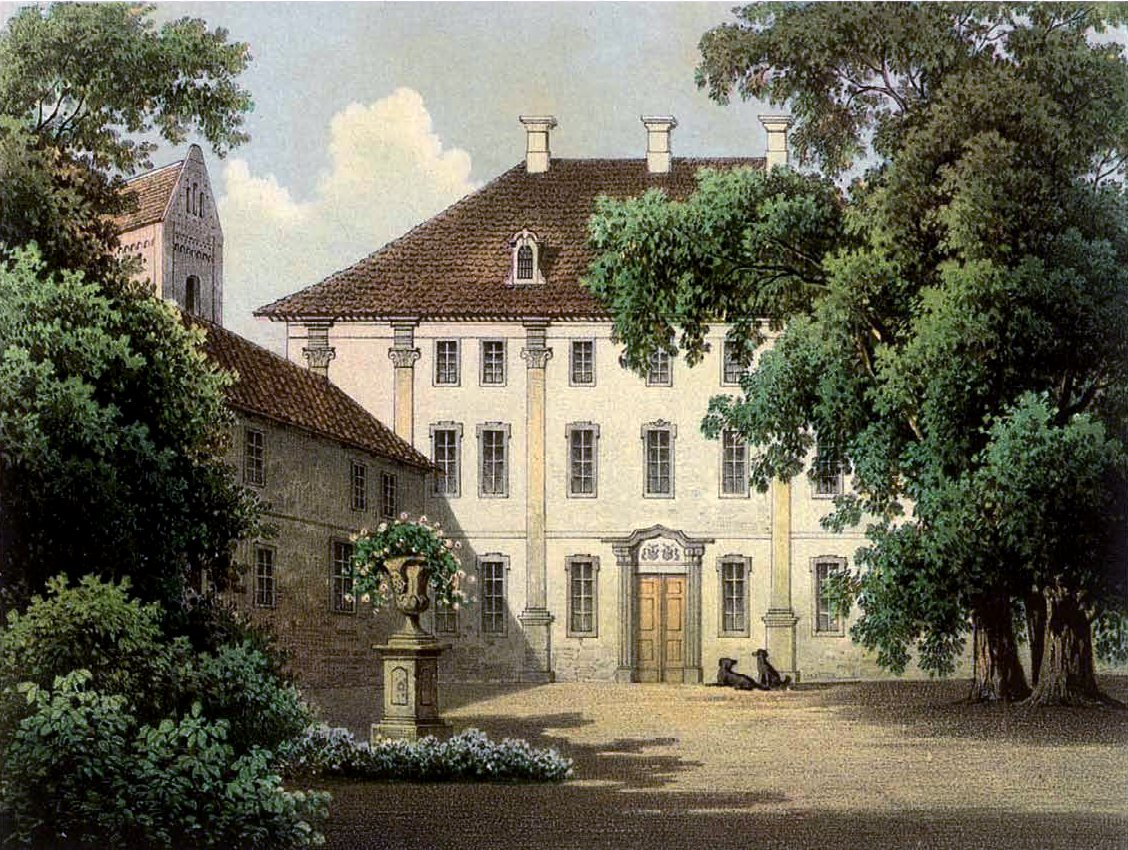
Schönhausen I, Altmark, Geburtshaus Otto von Bismarcks
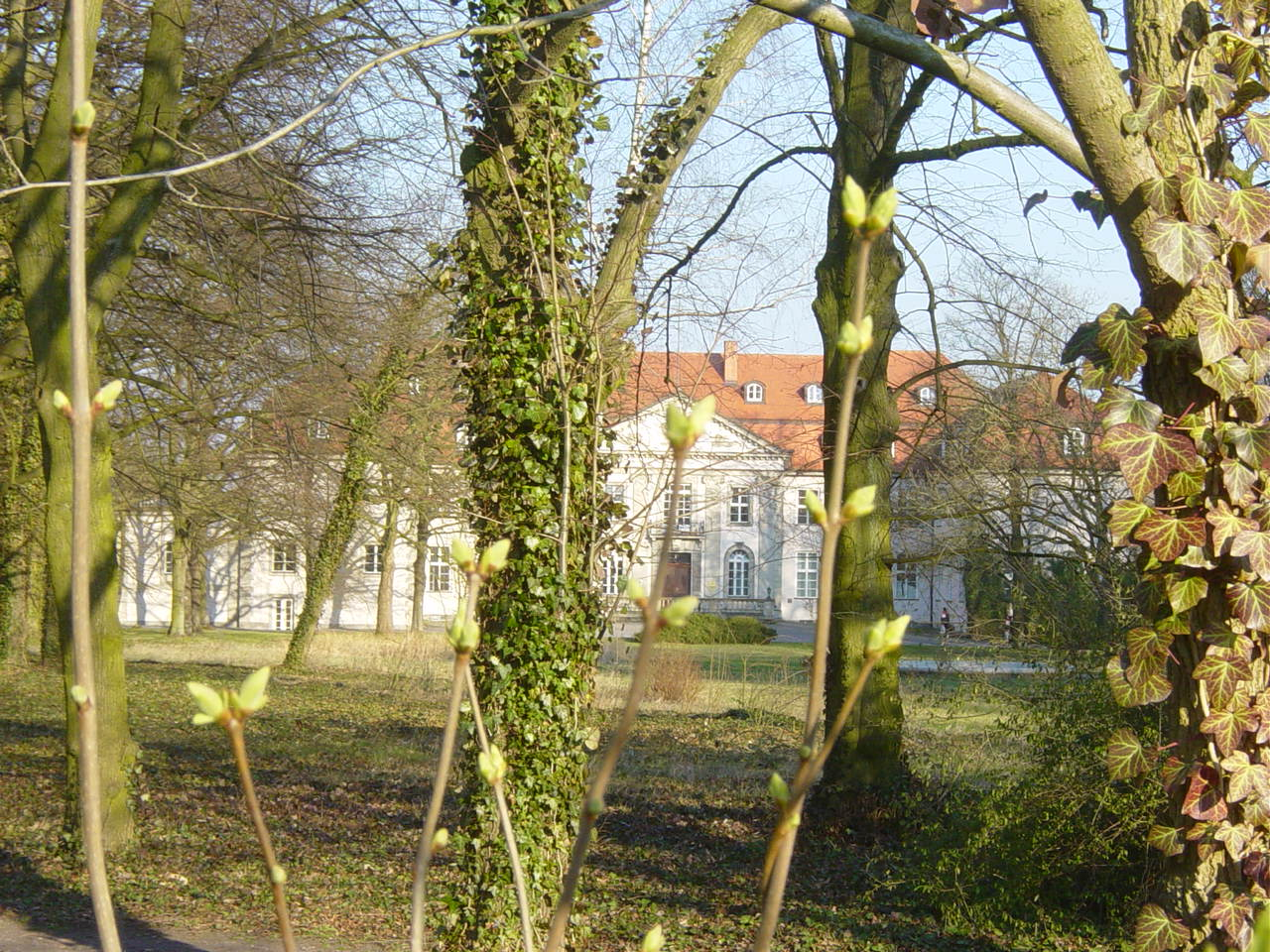
Schönhausen II
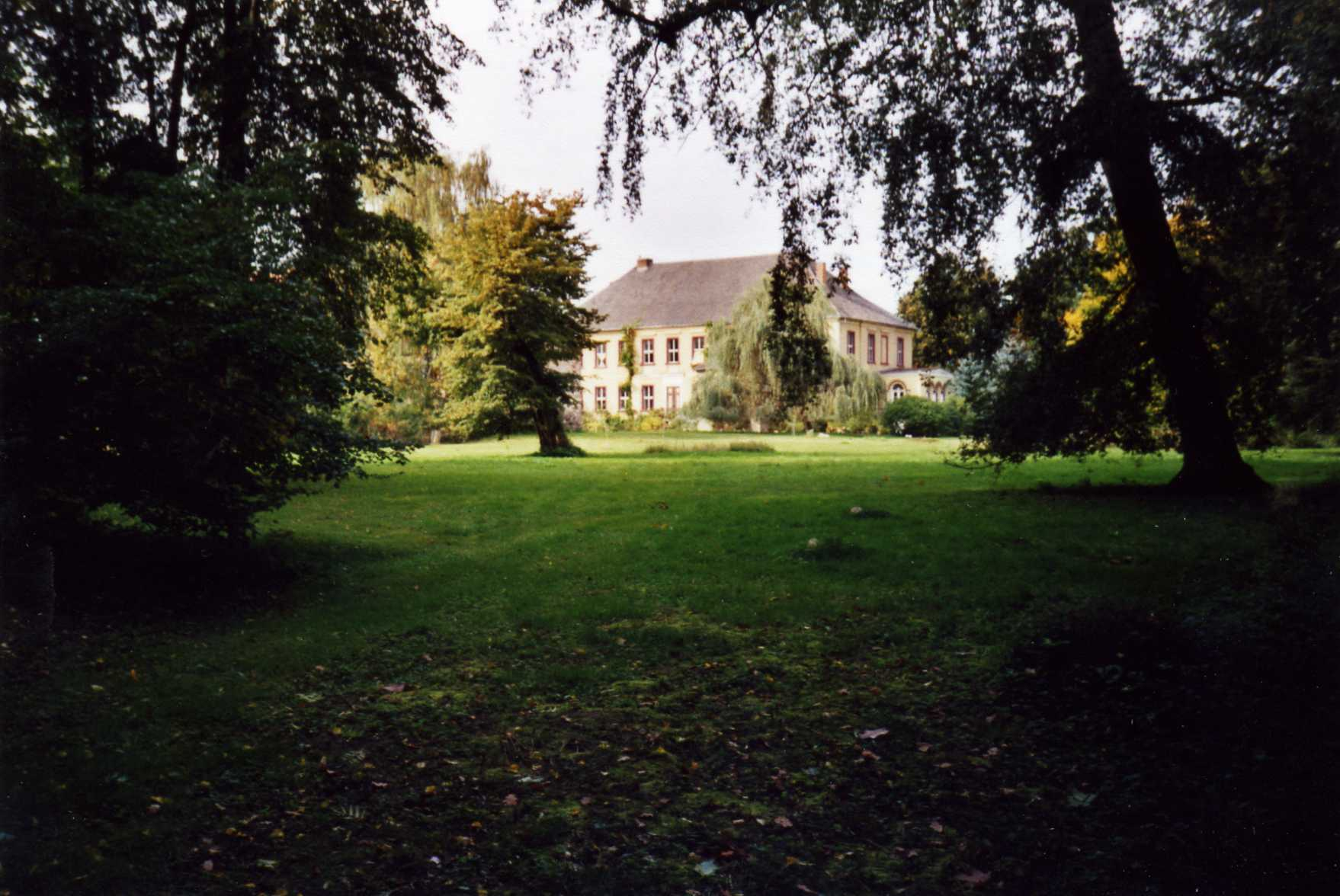
Krevese, Altmark
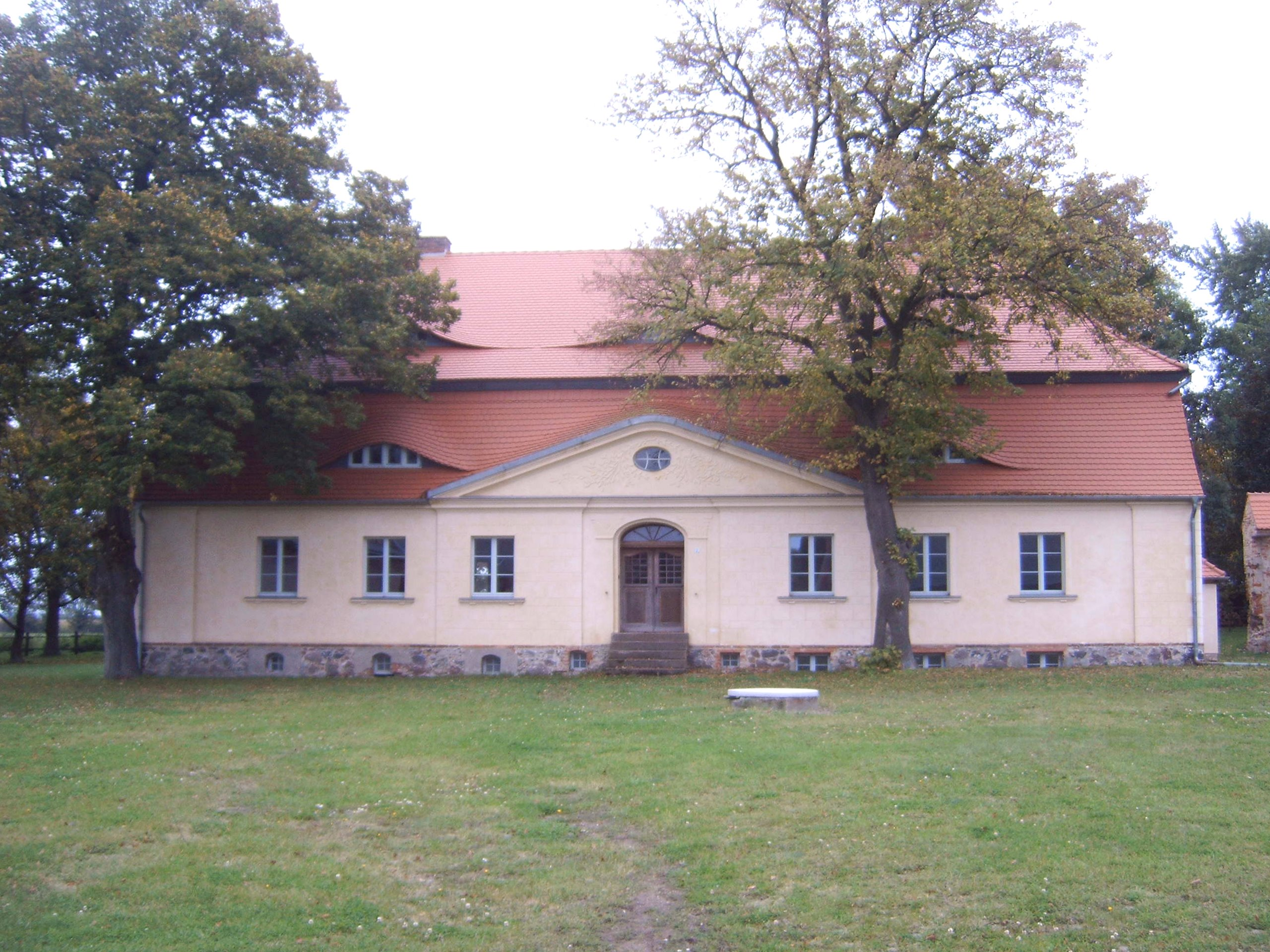
Welle, Altmark
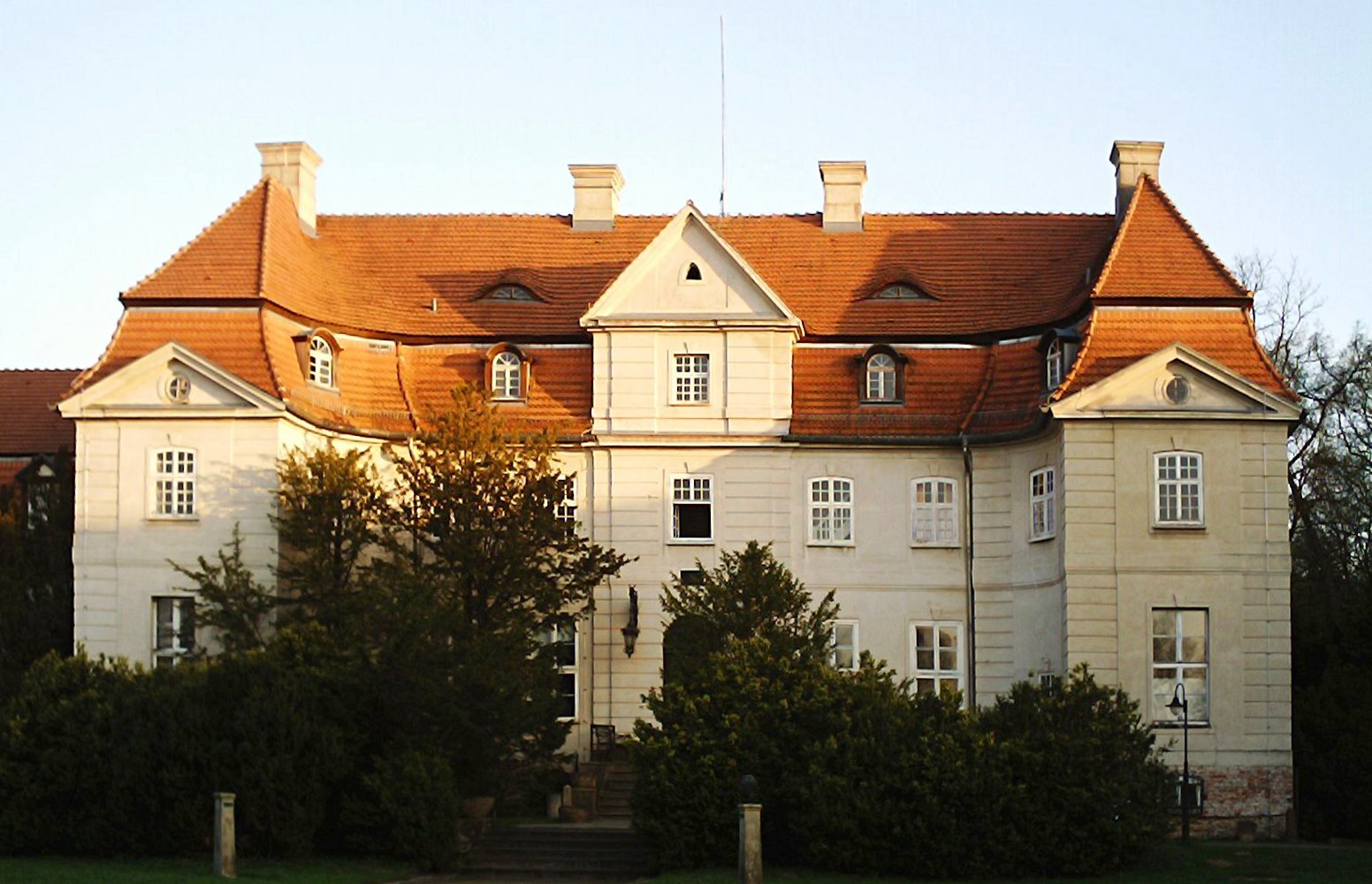
Karlsburg, Vorpommern
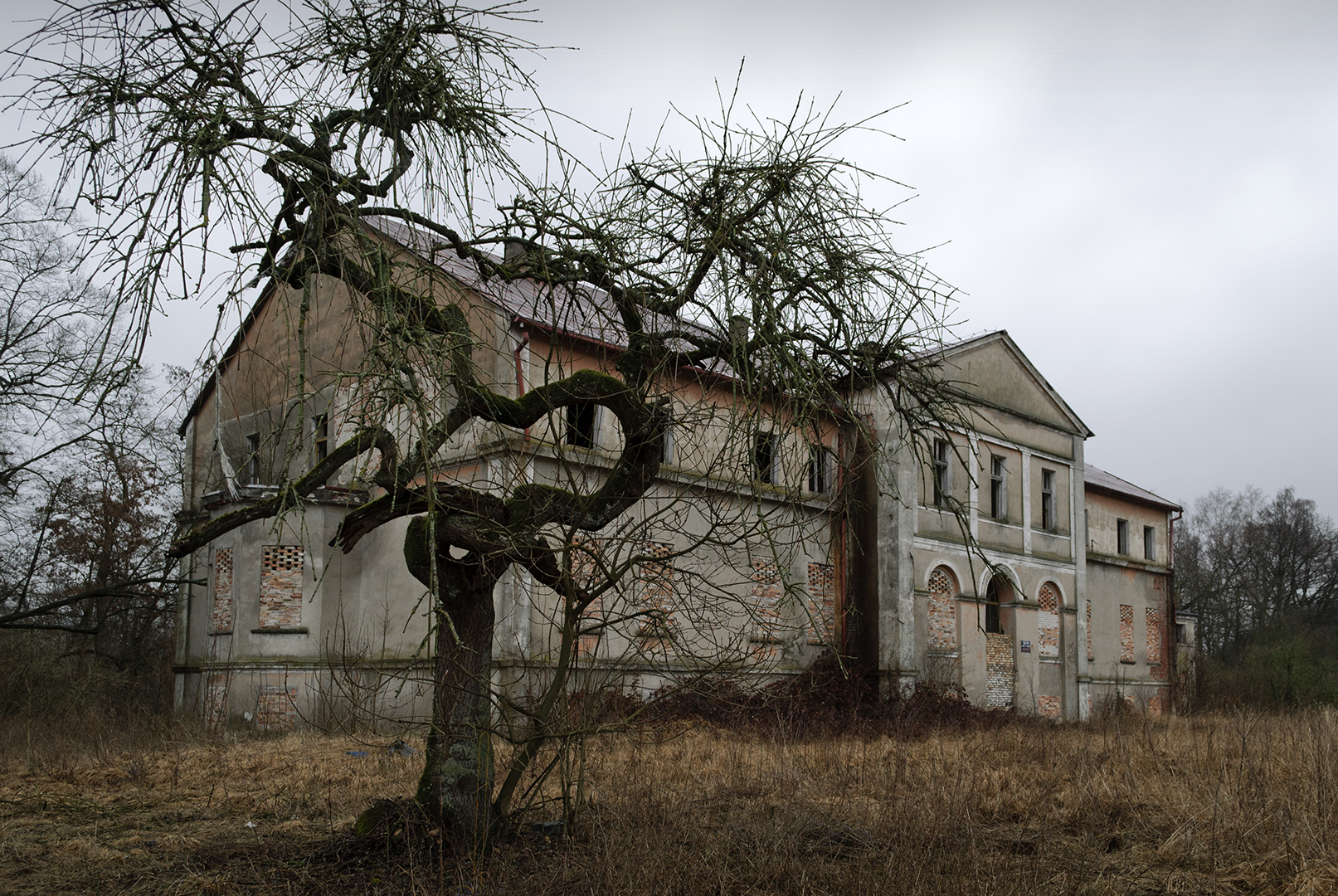
Kniephof, Hinterpommern
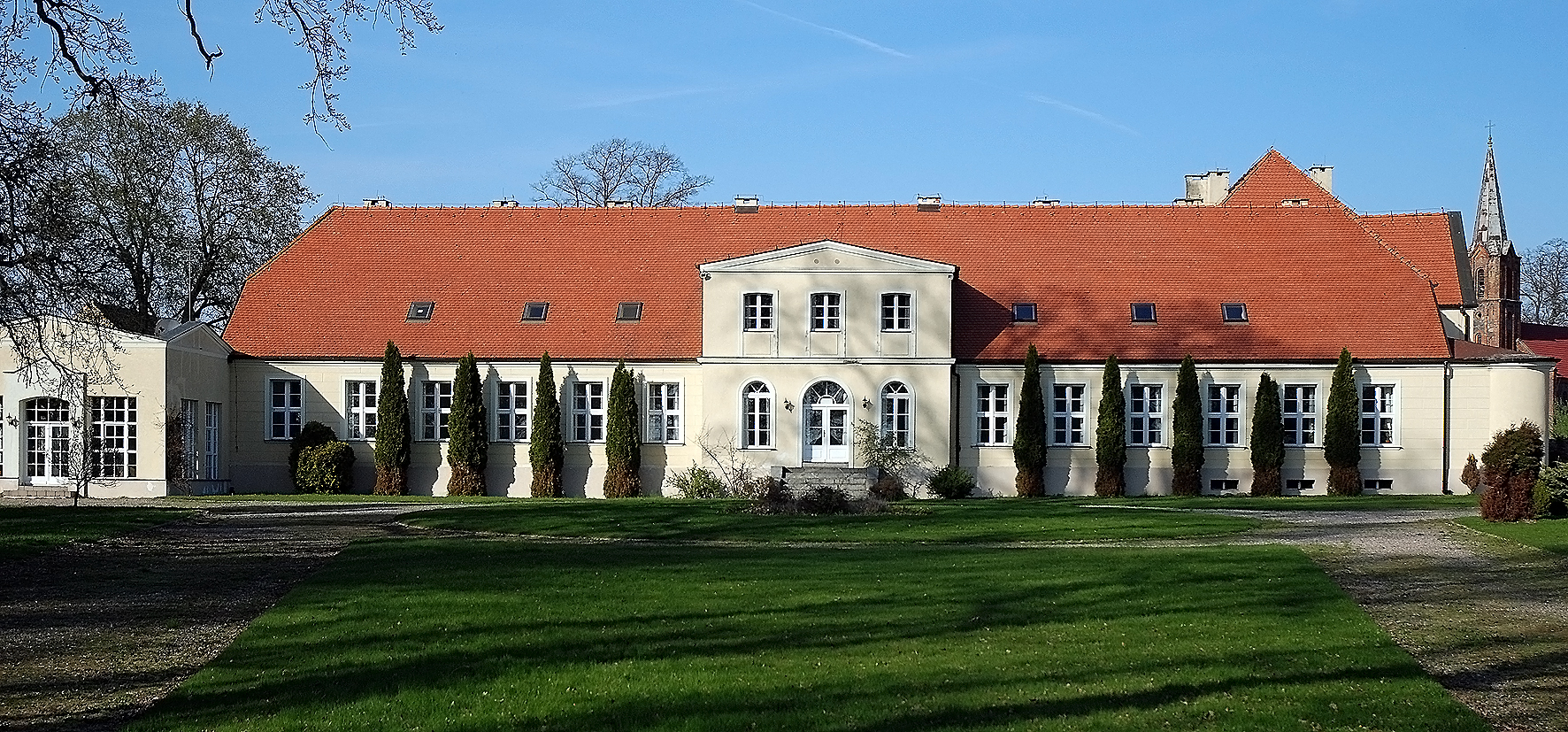
Külz, Hinterpommern
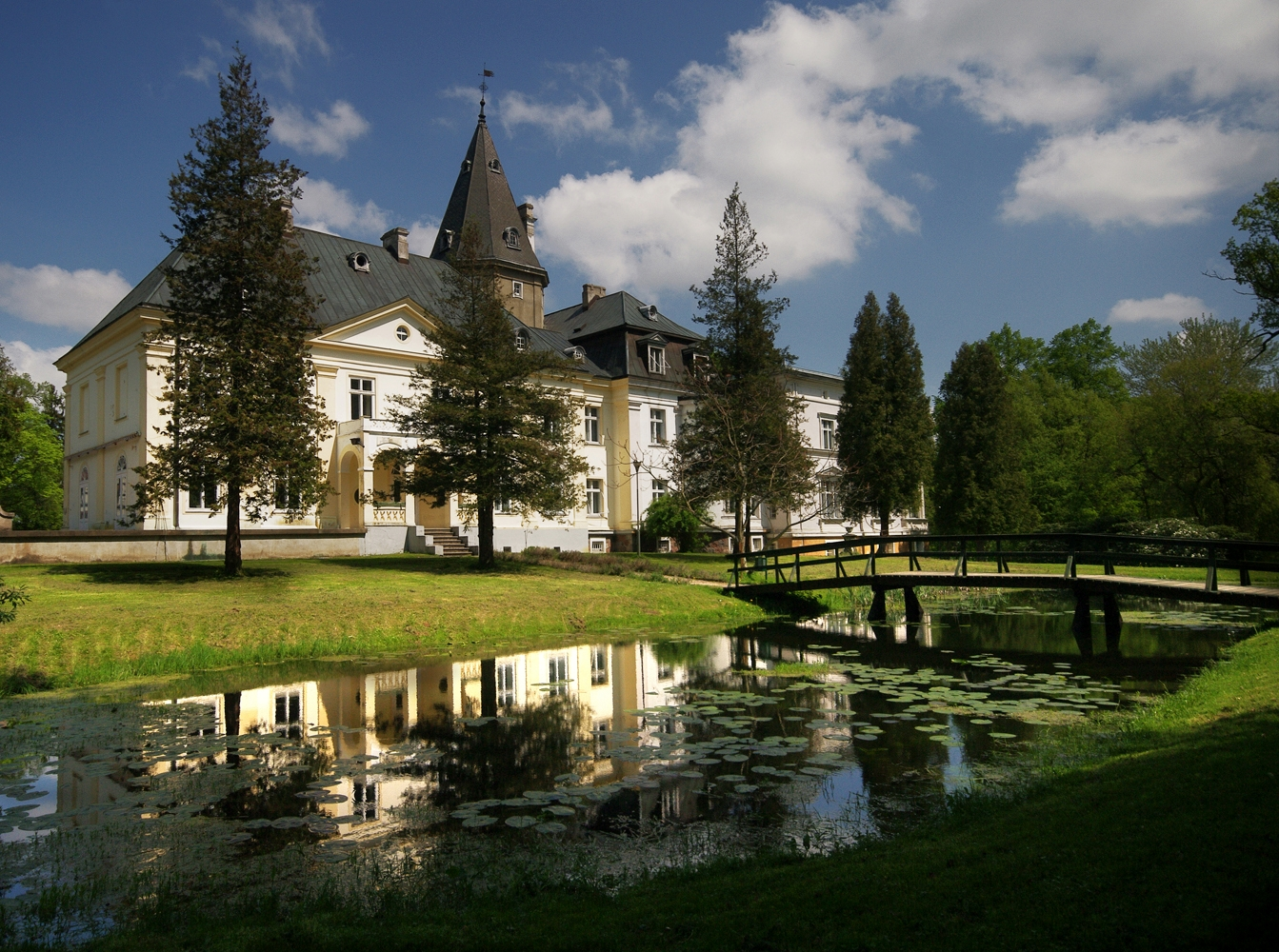
Varzin, Hinterpommern
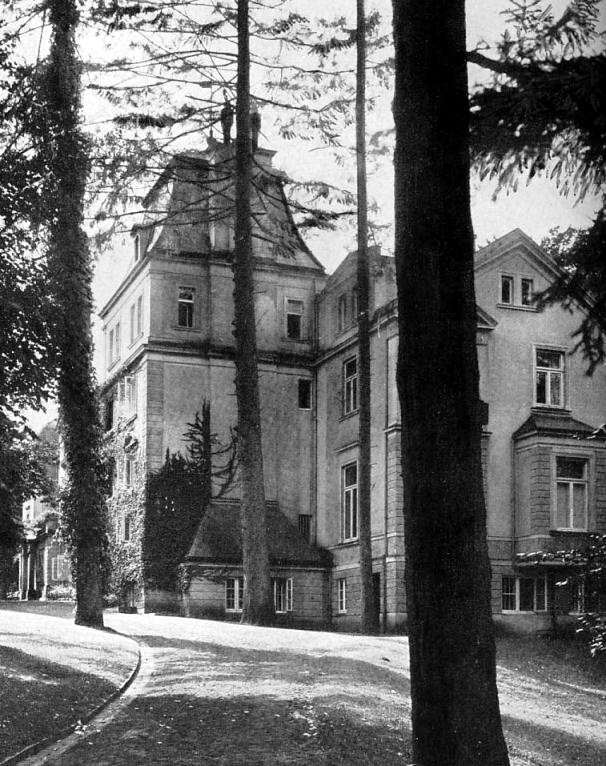
Friedrichsruh (Altes Schloss), Herzogtum Lauenburg